# Roze knoopzwam
De roze knoopzwam (Neobulgaria pura) is een schimmel behorend tot de Gelatinodiscaceae. Hij komt voor op hout van beuken en zelden op andere loofbomen (esdoorn, berk, iep). Vruchtlichamen verschijnen van augustus tot oktober.

## Kenmerken

### Uiterlijke kenmerken
Het apothecium heeft een waterige, gelatineuze consistentie. Het krimpt terwijl het droogt. Het heeft een diameter van 1 à 3 cm en is bleek roodbruin of lilagrijs van kleur. Als hij jong is, is hij rond en vervolgens verspreid en onregelmatig schijfvormig of komvormig met een licht ingekerfde rand die uitsteekt. Het heeft een korte steel tot 5 mm dik. Het komt voor dat de stengels van aangrenzende vruchtlichamen versmolten zijn. Soms is de steel zo kort dat hij niet opvalt.

### Microscopische kenmerken
Het vruchtlichaam bestaat uit twee lagen hyfen. In de buitenste laag zijn de hyfen min of meer parallel en met elkaar verweven, zelden vertakkend. Ze hebben een diameter van 1–1,5 µm, worden in een gelatineuze substantie geplaatst en vormen tonvormige cellen met afmetingen van 30 × 15–20 µm. De binnenste laag bestaat uit hyfen die losjes zijn ingebed in een gelatineuze substantie. Het subhymenium is dun en bevat bijna bolvormige cellen. Het hymenium bevat dunne, draadvormige parafysen met een diameter van 2 µm. Sporen zijn ellipsvormig of smal eivormig, 5,5–7 × 3–4 µm groot. Ze hebben meestal twee guttules en gladde, dunne en kleurloze wanden. Bovendien produceren conidioforen bolvormige conidia met een diameter van 1 à 2 µm op het buitenoppervlak van het apothecium.

## Verspreiding
De roze knoopzwam is wijdverspreid in Europa. Het komt voor van Spanje tot de noordelijke regio's van het Scandinavisch schiereiland. Het ontbreekt in Zuidoost-Europa. Bovendien wordt het vermeld in Noord-Amerika, Japan en Nieuw-Zeeland.
In Nederland komt de roze knoopzwam vrij algemeen voor.

## Foto's

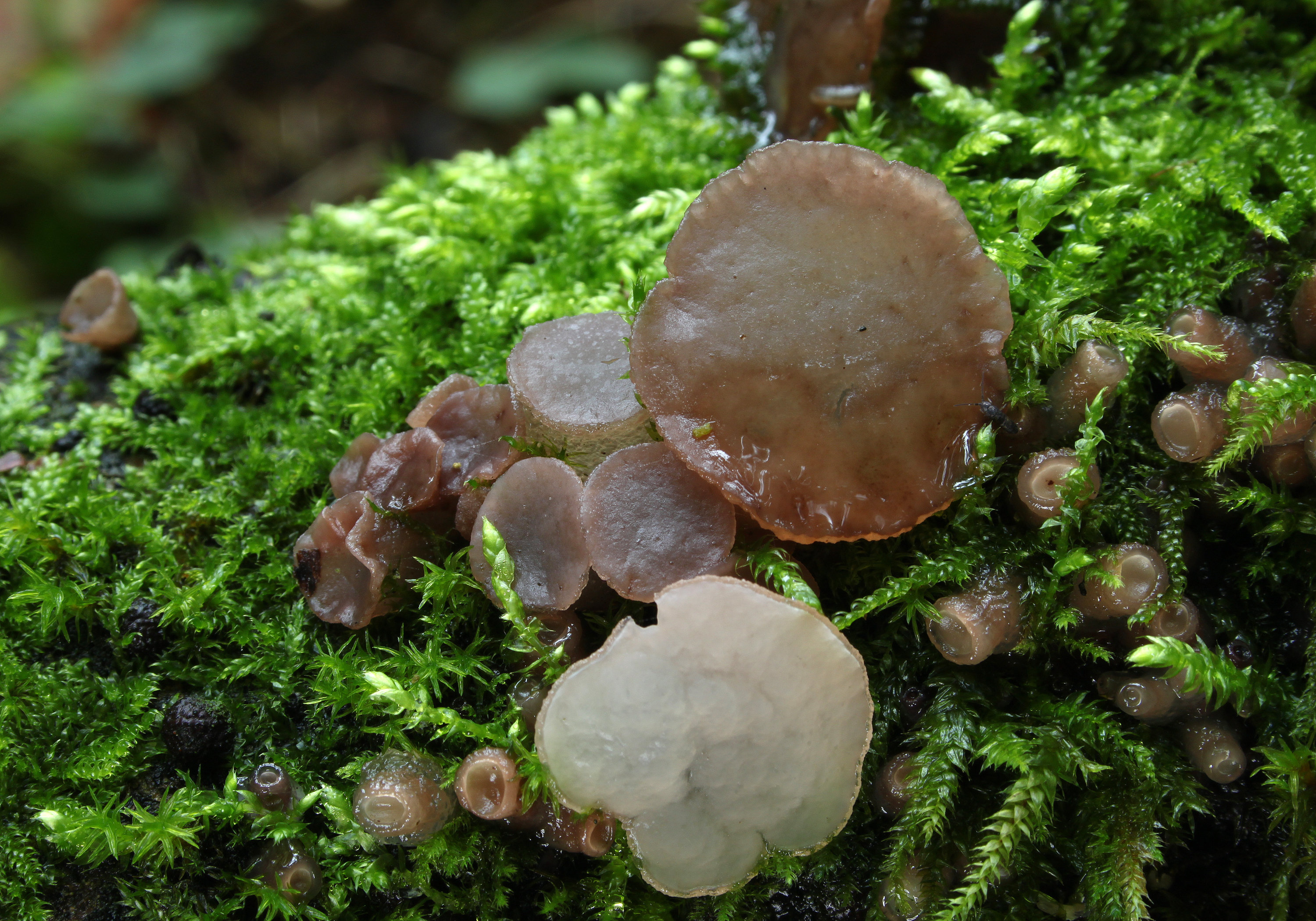
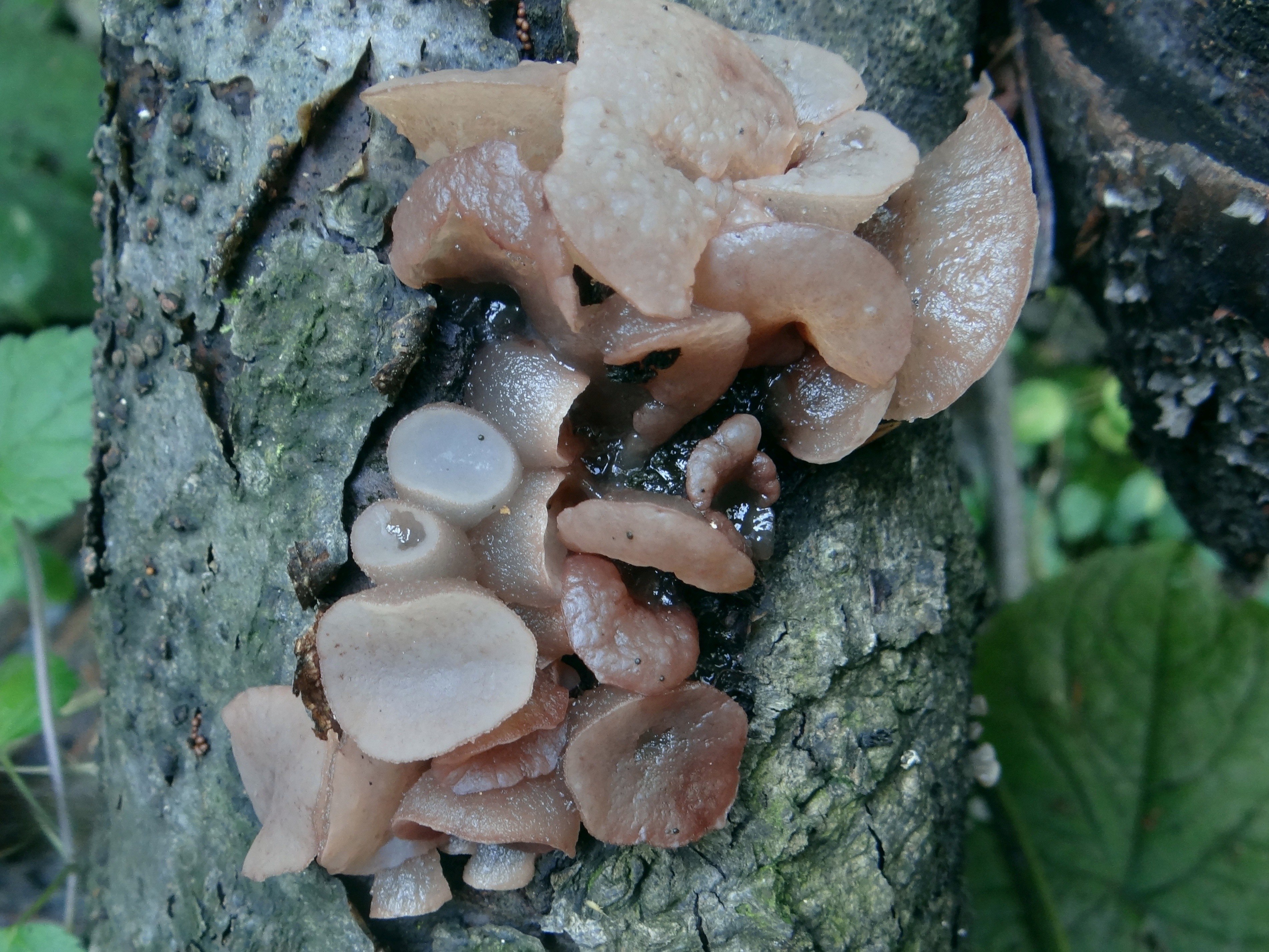
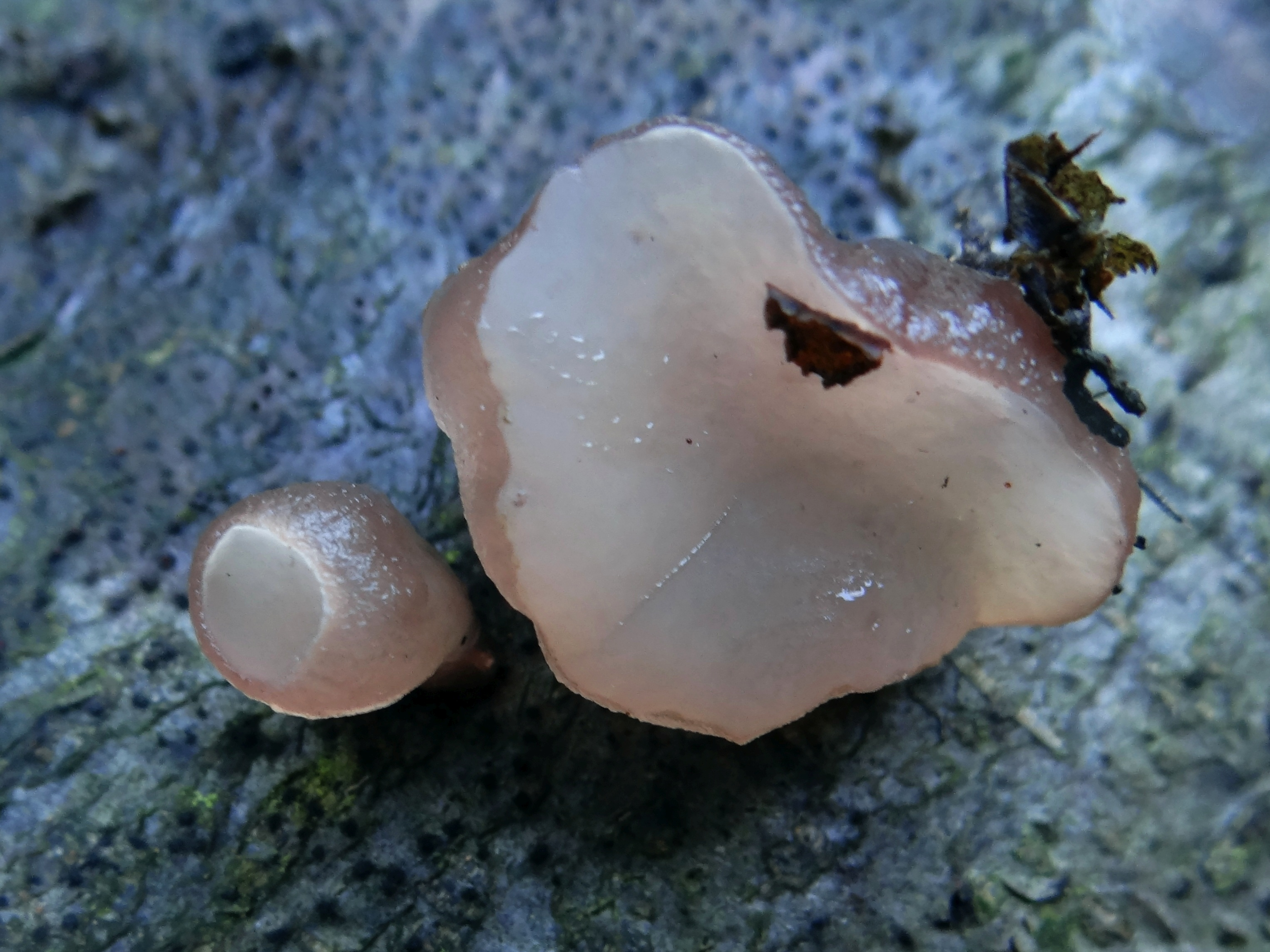